# 茨通壩河
茨通坝河，位于中国云南省红河哈尼族彝族自治州南部，是藤条江右岸支流，源流称大头洛巴，发源于绿春县平河镇（坪河）西南的汉人寨山，蜿蜒向东流进入金平苗族瑶族傣族自治县后称者米河或新寨河，向东南流经金平县者米拉祜族乡巴哈村、下新寨村、顶青村等地，过顶青村委会茨通坝村后始称“茨通坝河”，继续东南流至勐拉镇翁当村委会南利村小组以北汇入藤条江。河长66.4千米，落差1550米，流域面积699.4平方千米。年均径流量11.2亿立方米。流域地处哀牢山末端群山中，沟壑纵横，河流深切，山高谷深。流域内世居拉祜族、苗族、哈尼族等少数民族。